# Relaciones El Salvador-Francia

Las Relaciones El Salvador-Francia se refieren a las relaciones bilaterales entre la República de El Salvador y la República francesa. Ambas naciones son miembros de las Naciones Unidas. 

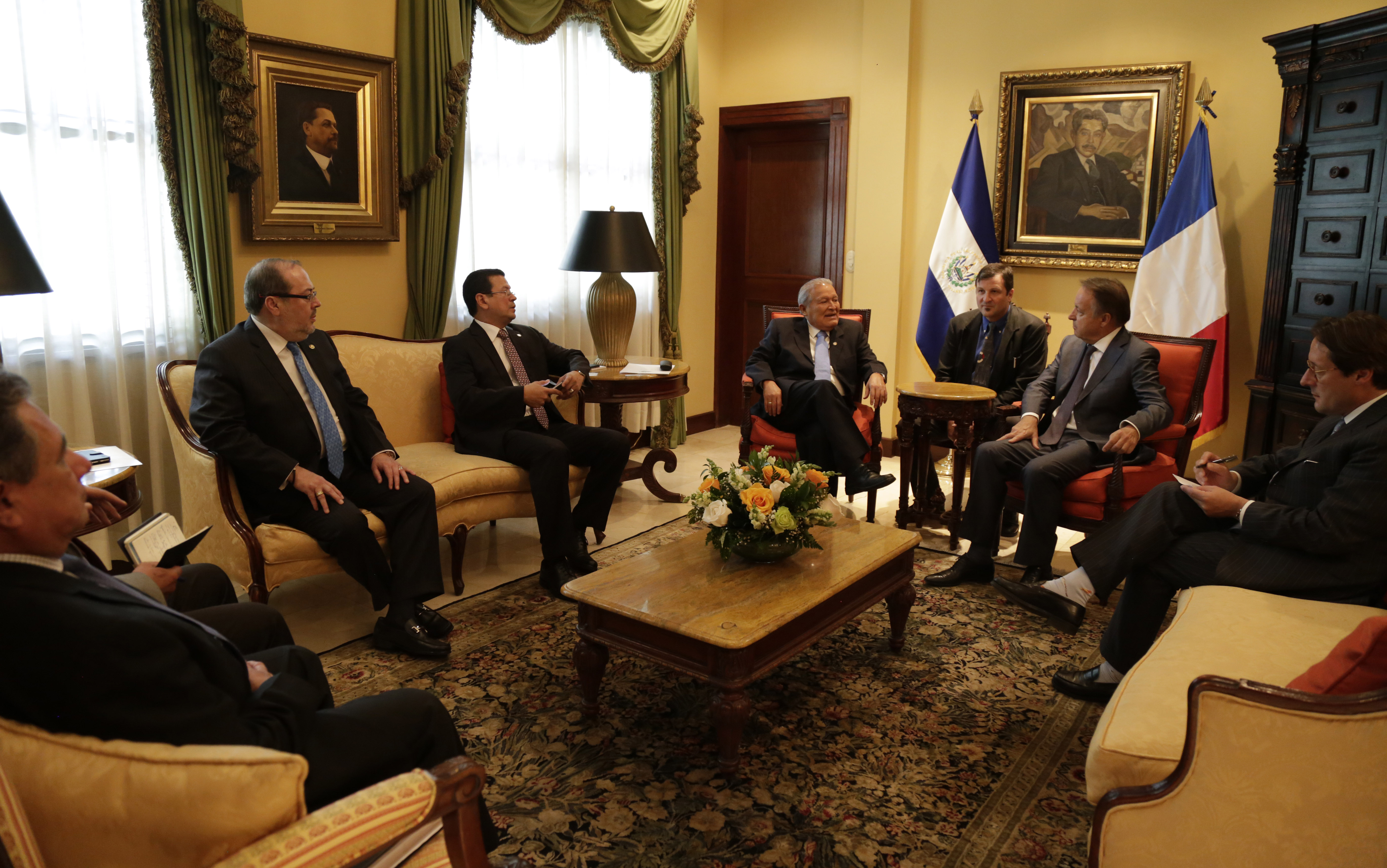
El presidente salvadoreño Salvador Sánchez Cerén junto con Jean-Pierre Bel, enviado especial del Presidente de Francia para América Latina, 2014.

## Historia
En 1841, El Salvador obtuvo su independencia después de la disolución de la República Federal de Centro América. El 2 de enero de 1858, El Salvador y Francia establecieron relaciones diplomáticas con la firma de un Tratado de Amistad, Comercio y Navegación. Poco después, algunos franceses emigraron a El Salvador. En 1943, el autor francés Antoine de Saint-Exupéry publicó El principito. En el libro, la bondadosa pero petulante y vana rosa del Príncipe fue inspirada por la esposa salvadoreña de Saint-Exupéry, Consuelo de Saint-Exupéry, con el pequeño planeta natal del Príncipe inspirado por El Salvador.
En 1981, durante la Guerra Civil salvadoreña, Francia (junto con México) reconoció que los rebeldes salvadoreños (FMLN) representaban un sector de la población y, por lo tanto, tenían derecho a participar en una solución política a la guerra civil.
Fue la primera vez que dos gobiernos, sin romper las relaciones diplomáticas con la Junta de El Salvador, reconocieron formalmente la existencia de una fuerza de oposición legítima que debe participar en cualquier solución a la crisis. En 1992, el FMLN y el gobierno salvadoreño firmaron los Acuerdos de Paz de Chapultepec en la Ciudad de México. En 2012, Francia celebró el 20 aniversario de la firma de los acuerdos de paz en París y contó con la asistencia del Canciller salvadoreño Hugo Martínez.
Ambas naciones mantienen un diálogo cercano sobre la integración de América Central, seguridad democrática, buen gobierno, estado de derecho, y el desarrollo. En octubre de 2013, ambas naciones celebraron 155 años de relaciones diplomáticas. En abril de 2016, el enviado francés, Jean-Pierre Bel, visitó El Salvador y se reunió con el presidente Salvador Sánchez Cerén. En octubre de 2016, el Canciller salvadoreño Hugo Martínez realizó una segunda visita a Francia, donde firmó un acuerdo entre ambas naciones para facilitar las operaciones financieras de Proparco, una subsidiaria de la Agencia Francesa de Desarrollo (AFD), en El Salvador.

## Cooperación Cultural y Educativa

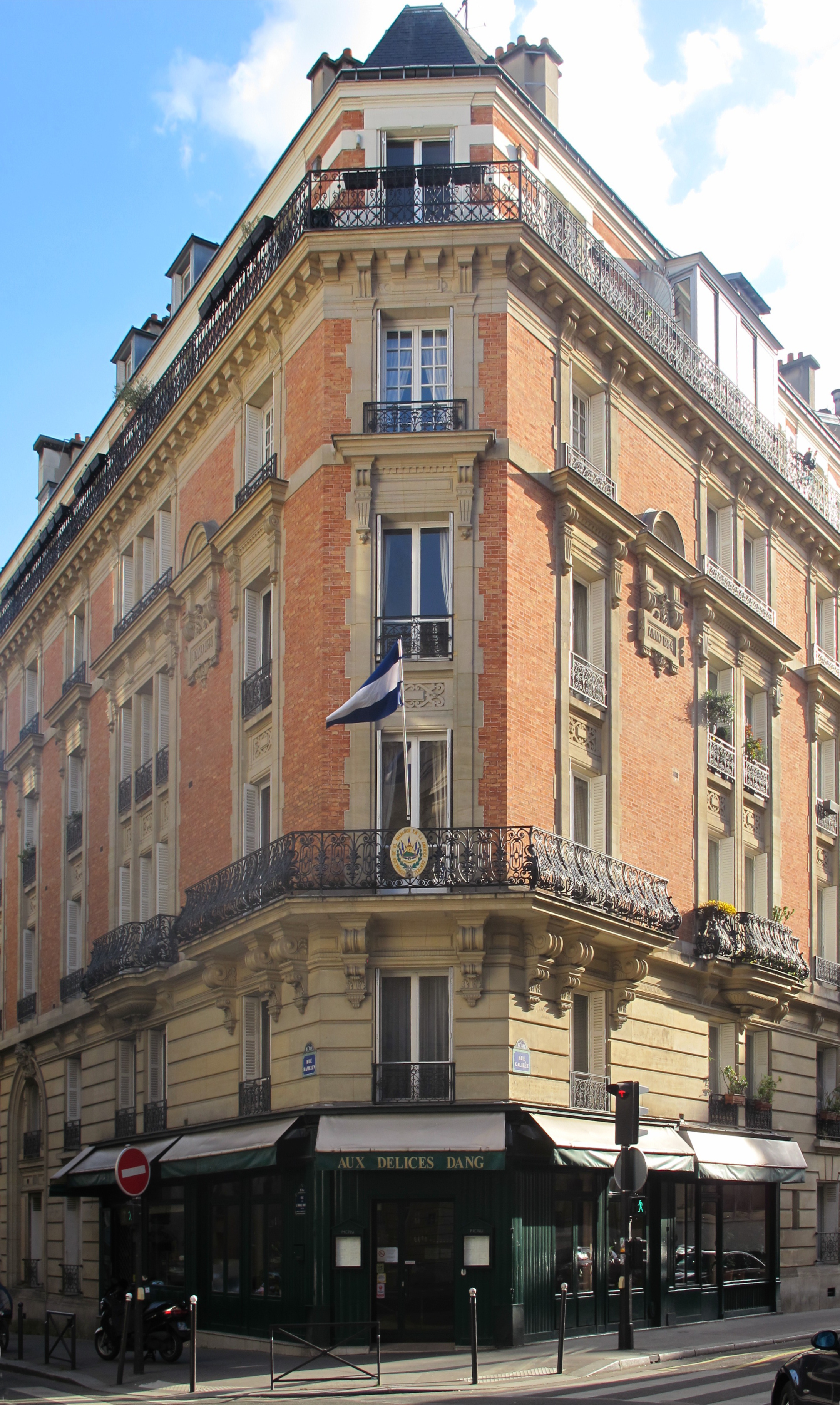
Embajada de El Salvador en París

La cooperación bilateral entre ambas naciones se dedica principalmente a la promoción del Idioma francés, los intercambios culturales y la capacitación universitaria en El Salvador. El gobierno francés apoya al Lycée Français de San Salvador (también conocido como la escuela secundaria Consuelo et Antoine de Saint-Exupéry), con más de 1.300 estudiantes. Además, hay una Alliance française en San Salvador que garantiza la formación de profesores de habla francesa.
En junio de 2017, ambas naciones firmaron un acuerdo para la cooperación cultural, universitaria, científica y técnica. En marzo de 2018, ambas naciones también firmaron un acuerdo para el reconocimiento mutuo de diplomas. En 2019, había 230 estudiantes salvadoreños que cursaban estudios superiores en Francia.

## Misiones diplomáticas
- El Salvador tiene una embajada en París.[7]
- Francia tiene una embajada en San Salvador.[8]